# Coromandel Peninsula

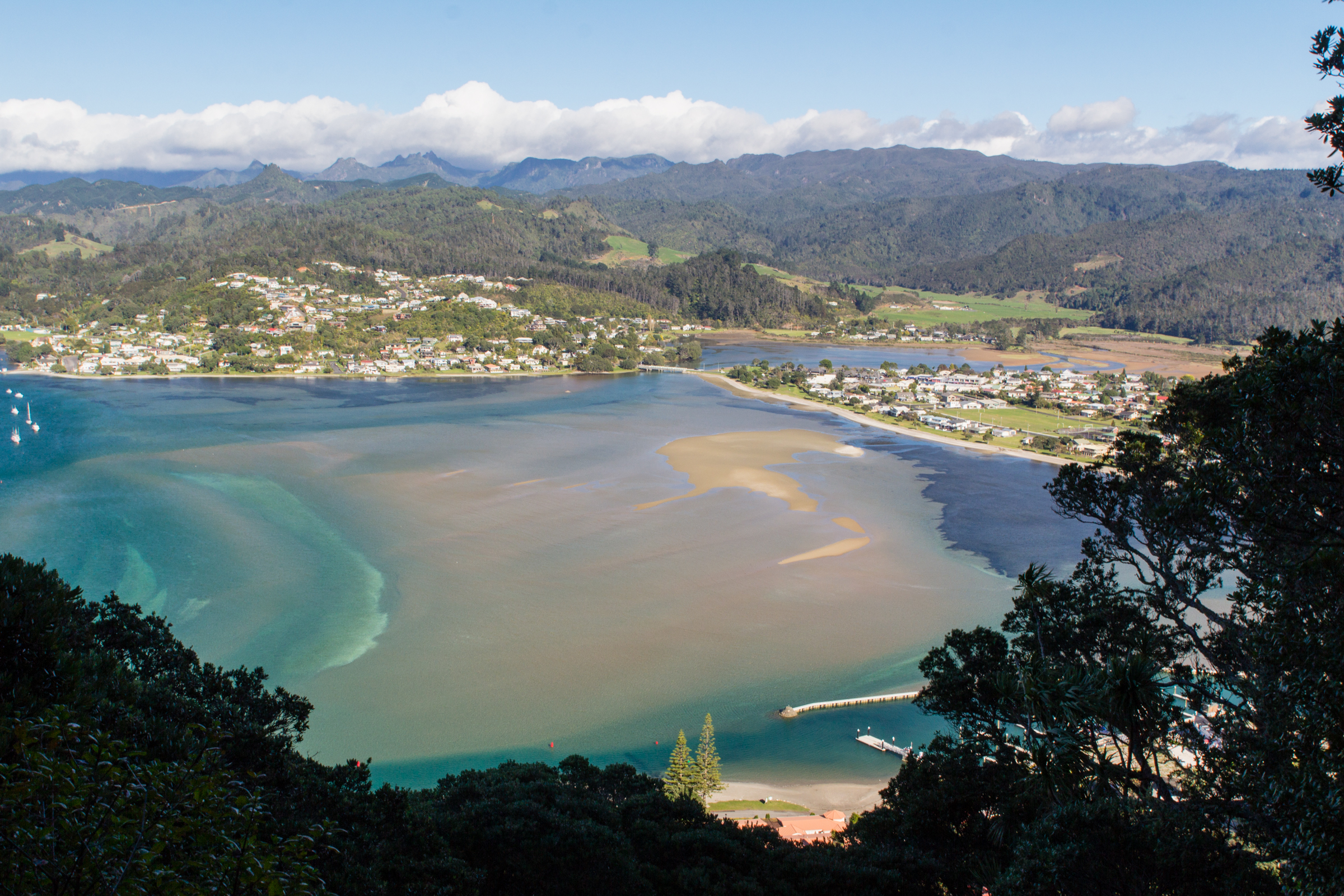
Blick vom Mount Paku bei Tairua auf die Berglandschaft ins Innere der Halbinsel

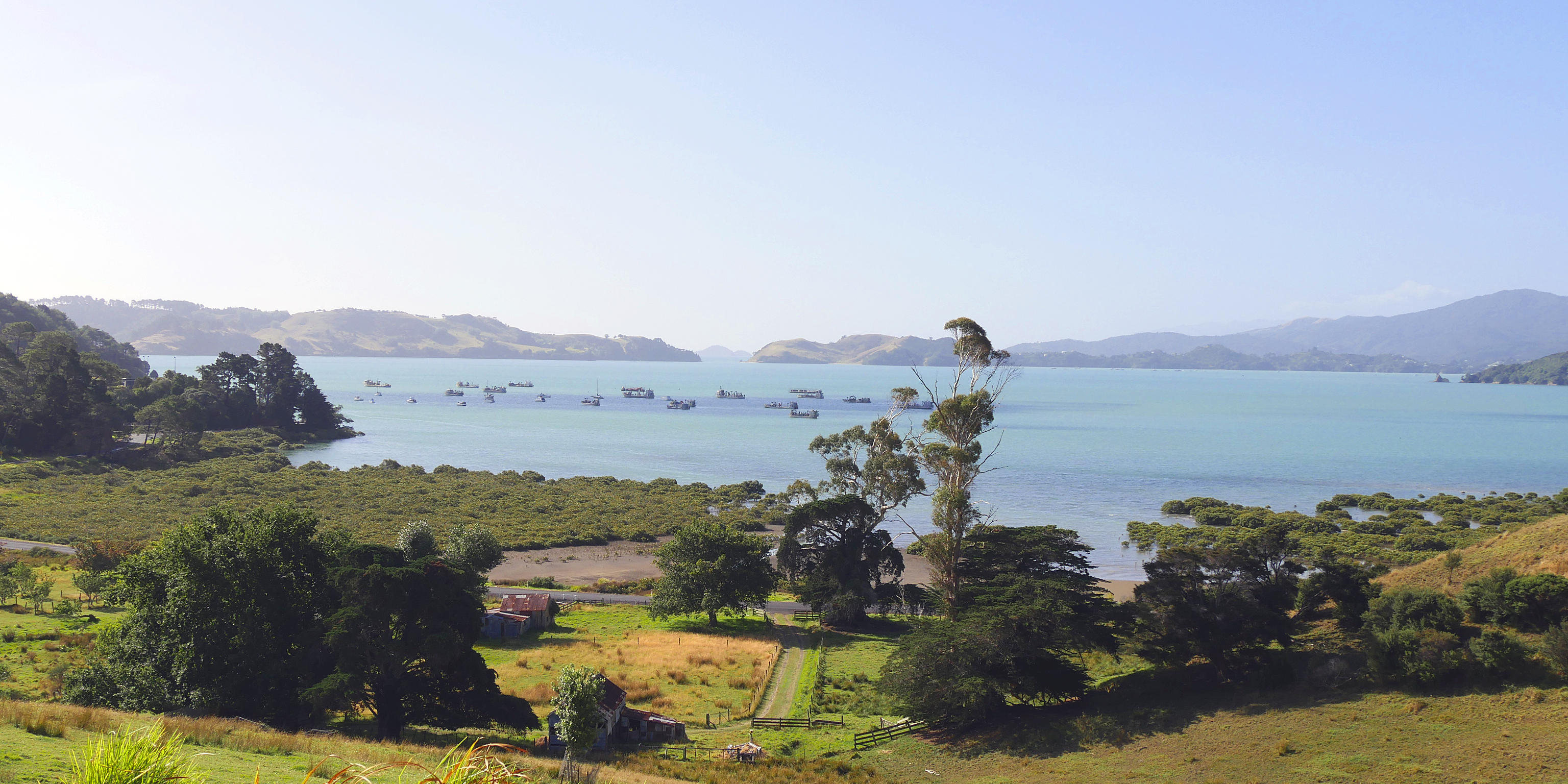
Coromandel Harbour an der Westküste

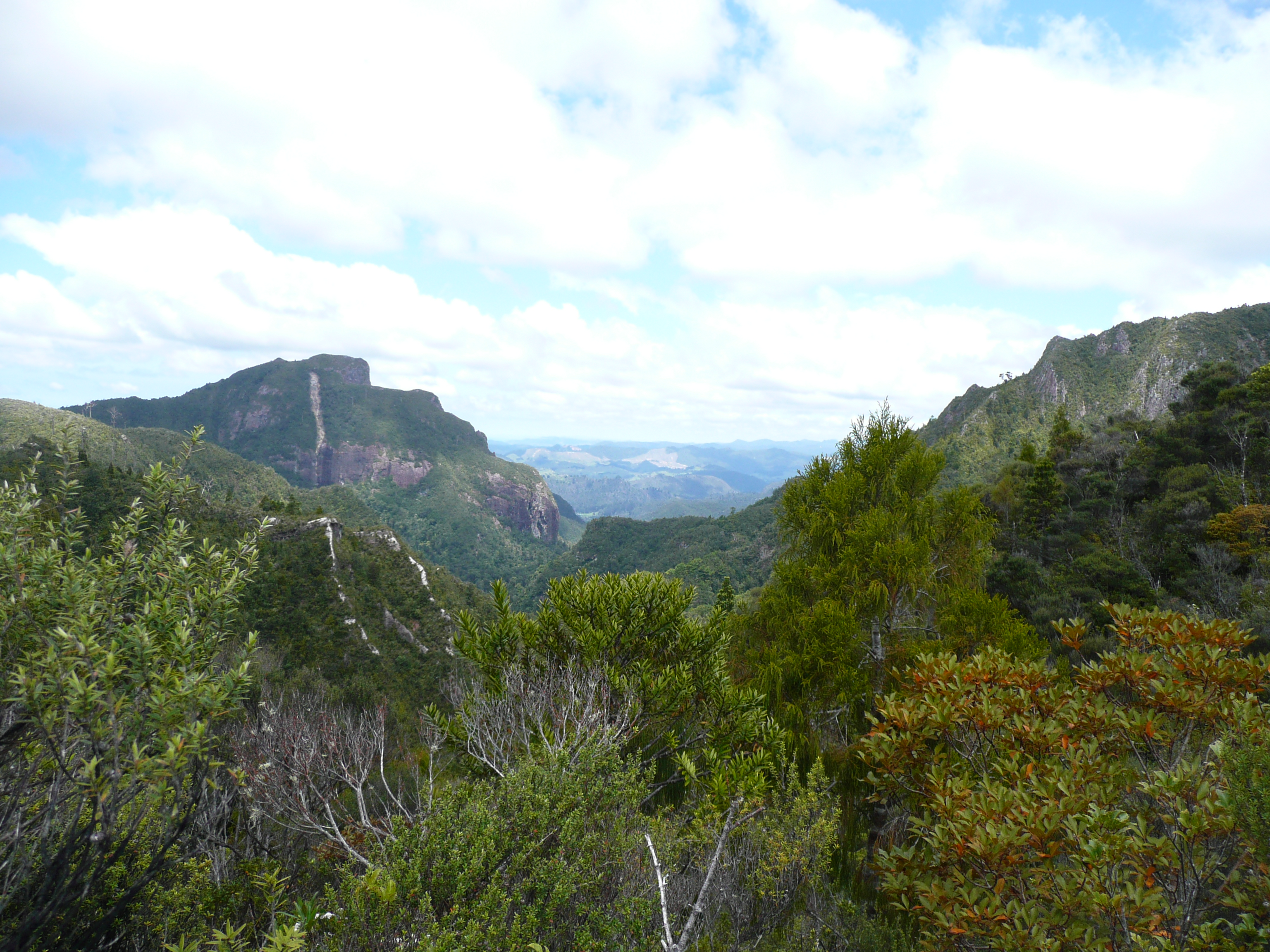
Blick nach Norden zum Kaueranga Valley vom Wanderweg zur Pinnacles Hut aus gesehen

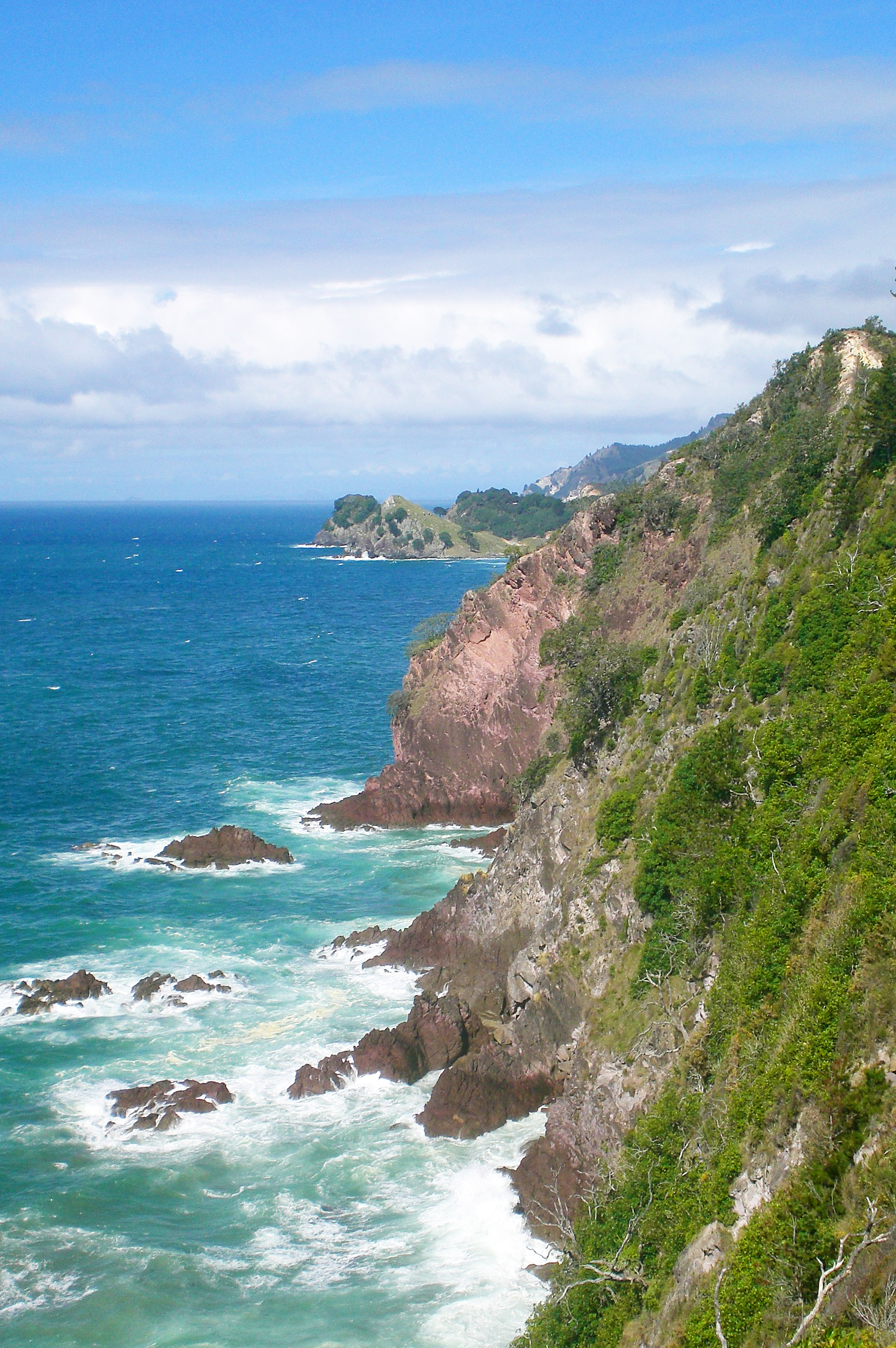
Küste bei Whiritoa

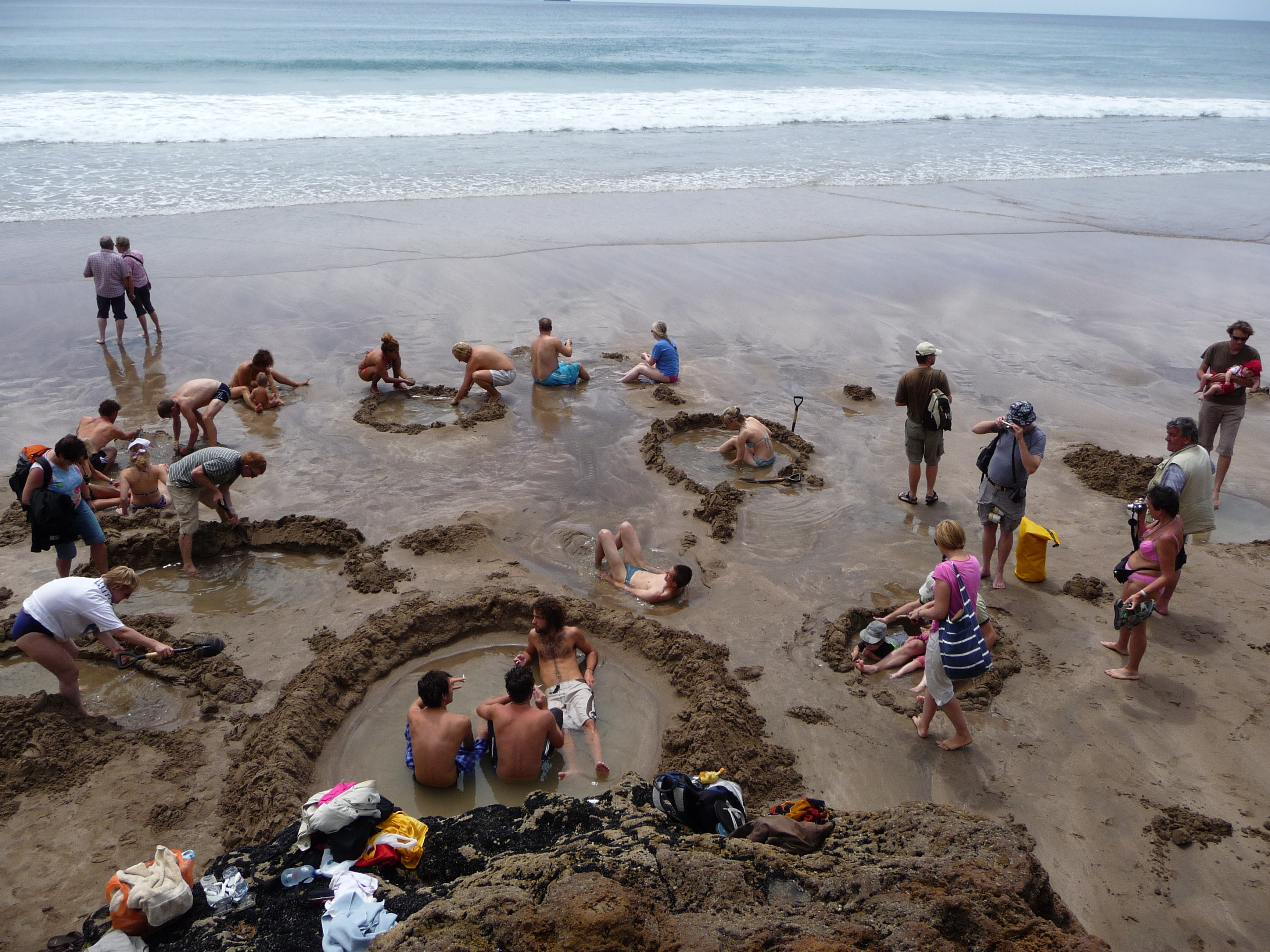
Touristen am Hot Water Beach

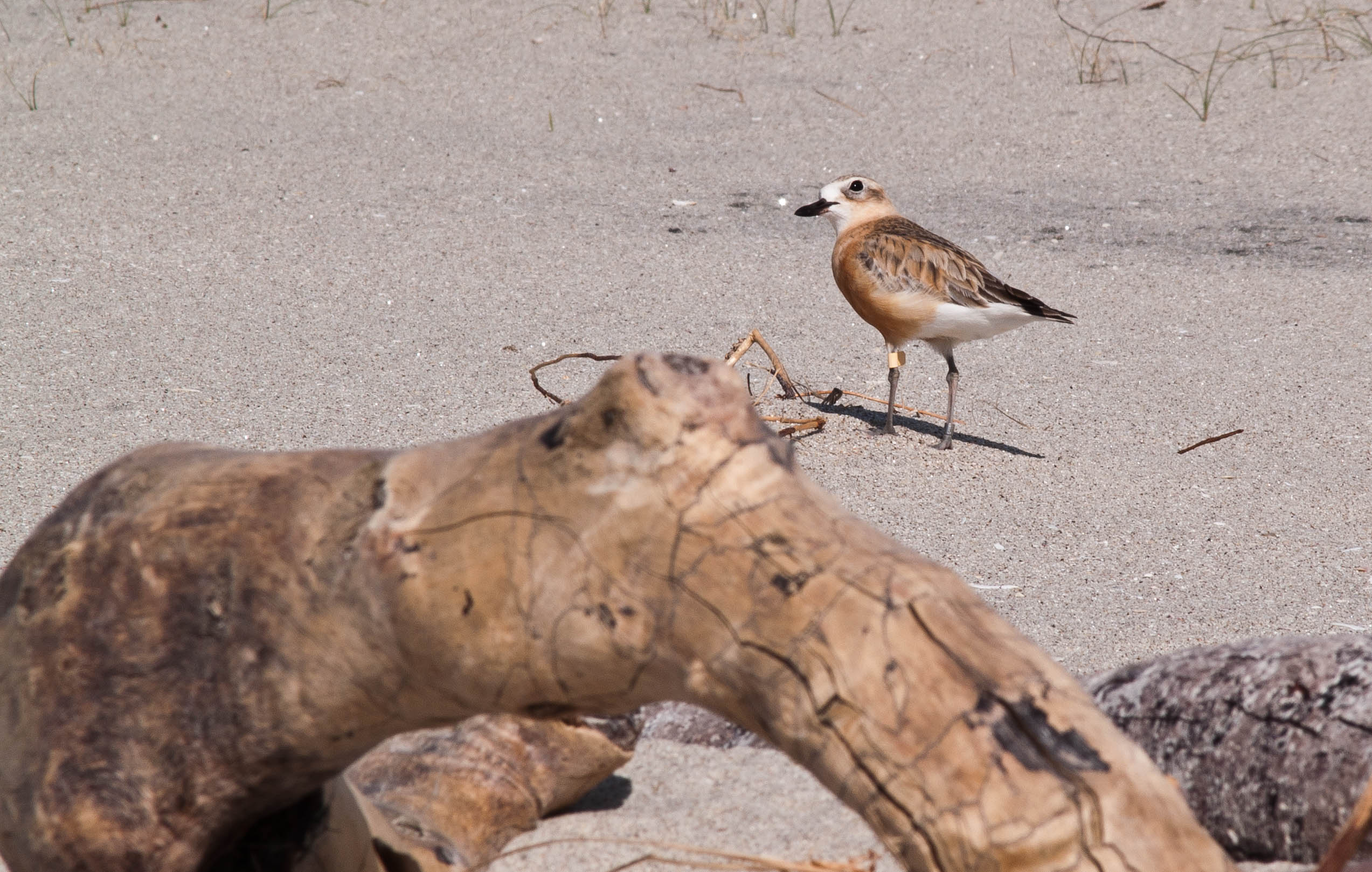
Dotterel / Tūturiwhatu

Die Coromandel Peninsula, in der Sprache der Māori Te Tara-o-te-ika-a-Māui genannt, ist eine Halbinsel in der Region Waikato auf der Nordinsel von Neuseeland.

## Namensherkunft
Den Namen Coromandel bekam die Halbinsel sowie der Ort Coromandel von dem Handelsschiff HMS Coromandel, das am 13. Juni 1820 erstmals in der Colville Bay ankerte, um das für den Schiffsbau der Royal Navy wertvolle Kauri-Holz an Bord zu nehmen. Das namensgebende Schiff wiederum hatte seinen Namen von der Koromandelküste in Indien.

## Geographie
Die Coromandel Peninsula befindet sich im Norden der Nordinsel, 55 km östlich von Auckland. Die Halbinsel, die sich in etwa ab dem New Zealand State Highway 25A über 85 km nach Norden erstreckt und an ihrer breitesten Stelle 40 km misst, wird im Westen von dem Firth of Thames und dem Hauraki Gulf umsäumt und im Norden sowie dem Osten vom Pazifischen Ozean und im Südosten von der Bay of Plenty.
Die gesamte Halbinsel besteht aus einer Berglandschaft, in der sich die Bergkette der Coromandel Range nach Norden erstreckt und sich mit dem Kaitarakihi auf eine Höhe von bis zu 852 m erhebt. Nach Süden reicht die Bergkette bis zum Karagangahake Gorge und der kleinen Stadt Waihi, die die Coromandel Range von der weiter südliche verlaufenden Kaimai Range trennt.
Nördlich von Cape Colville, der Nordspitze der Coromandel Peninsula, befindet sich, durch den 16 km breiten Colville Channel getrennt, die Insel Great Barrier Island, die geologische gesehen als frühere Fortsetzung der Halbinsel nach Norden angesehen werden kann. Eine Vielzahl von Inseln liegt vor der Ostküste der Halbinsel, wie Cuvier Island, die Inselgruppe der Mercury Islands, die Inselgruppe der The Aldermen Islands, Slipper Island und Mayor Island / Tūhua, um nur die wichtigsten zu nennen. An der Westküste befinden sich einige Inseln lediglich im Nordwesten der Halbinsel, wie die Inseln der Motukawao Group und ein paar südlich davon gelegenen.
Die rund 400 km lange Küste der Coromandel Peninsula verfügt neben zahlreichen Buchte und Sandstränden auch über einige Naturhäfen, die da wären, der Coromandel Harbour, der Te Kouma Harbour und der Manaia Harbour an der Westküste sowie der Whangapoua Harbour, der Whitianga Harbour, der Tairua Harbour, der Wharekawa Harbour und der Whangamatā Harbour an der Ostküste.
Die mit Abstand größte Stadt auf der Coromandel Peninsula ist Thames, im Südwesten am Firth of Thames gelegen. Sie ist gleichzeitig der Verwaltungssitz des Thames-Coromandel Districts, zu dem die Halbinsel administrativ zugeordnet ist. Weitere bedeutende Ort sind Coromandel an der Westküste und Whitianga, Tairua, Pauanui und Whangamatā an der Ostküste.

## Geologie
Die Coromandel Peninsula zählt geologisch gesehen zur Coromandel Volcanic Zone, die sich beginnend von Great Barrier Island, über die Halbinsel mit ihren vorgelagerten Inseln, bis zum Südende der Kaimai Range erstreckt. Vulkanische Aktivitäten bestimmten somit die geologischen Beschaffenheit der Halbinsel, auf der Andesit- und Rhyolith-Gesteine die bestimmenden Gesteinsarten sind und lediglich an der Nordspitze, an zwei Streifen an der Westküste und einem kleinen Gebiet an der Nordostküste das Basisgestein Grauwacke die Oberflächenstruktur bestimmen.
Die Coromandel Peninsula ist unter anderem auch für ihre reichen Goldvorkommen bekannt, die ab dem 19. Jahrhundert abgebaut wurden und der Goldbergbau auf der Halbinsel mit der Martha Mine in dem Ort Waihi bis in die heutigen Tage seine Fortsetzung findet.

## Bevölkerung
In dem Thames-Coromandel District, der bis auf den Teil südlich von Waihi mit der Coromandel Peninsula identisch ist, lebten zur Volkszählung im Jahr 2013 rund 26.000 Einwohner, von denen sich rund 6700 auf die Stadt Thames, 4400 auf Whitianga, 3500 auf Whangamata, 1500 auf Coromandel, 1200 auf Tairua und 750 auf Pauanui verteilen.

## Wirtschaft
Das Gebiet der Coromandel Peninsula war früher für seine Gold-Minen und die auf Kauri-Bäume spezialisierte holzverarbeitende Industrie bekannt. Heute lebt die Region zu einem großen Teil vom Tourismus. Landwirtschaft wird in einem Gebiet südlich von Whitianga betrieben sowie im Tal des Tairua River und einigen kleineren Gebieten weiter südlich.

## Infrastruktur

### Straßenverkehr
Die Coromandel Peninsula ist von Süden aus über den New Zealand State Highway 2 und von Westen von Auckland aus über den New Zealand State Highway 2 und New Zealand State Highway 25 zu erreichen. Letzterer führt an der Westküste der Halbinsel nach Norden bis Coromandel, zweigt von dort aus nach Osten ab und führt über Whitianga an der Ostküste entlang nach Süden bis Waihi. Eine Querverbindung von Thames zur Ostküste wird über den New Zealand State Highway 25A realisiert.

### Schiffsverkehr
Von Coromandel aus ist es möglich per Schiff Auckland anzufahren. Die Orte an der Ostküste verfügen über Yachthäfen für den Freizeitsport und Erholung. Ein Gütertransport über die Häfen findet nicht statt.

### Flugverkehr
Die Orte Thames, Whitianga und Pauanui verfügen über kleinere Flugpisten von denen auf einmotorige Flugzeuge aufsteigen können. Ein regelmäßiger Flugbetrieb zu anderen Flughäfen des Landes findet nicht statt.

## Tourismus
Besonders die Ostküste ist bei Touristen sehr begehrt und zum Teil gut erschlossen. Attraktive und bekannte Orte sind die Thermalquellen am Hot Water Beach, der Küstenabschnitt mit der Cathedral Cove und die zahlreichen Strände über die Ostküste verteilt.
Die Orte Whangamata, Pauanui und Whitianga verfügen über einen Yachthafen und sind als Ausgangspunkt für Segeltouren beliebt.

## Flora und Fauna
Die ausgedehnte Berglandschaft der Coromandel Peninsula ist von einem subtropischen Regenwald bewachsen.
An der Ostküste wurde mit dem Whanganui A Hei (Cathedral Cove) Marine Reserve ein Meeresschutzgebiet ausgewiesen, in dem Fischen verboten ist und Bootfahren nur unter Auflagen erlaubt ist.
Auf der Coromandel Peninsula sind an einigen Stränden Exemplare der gefährdeten Maoriregenpfeifer zu finden, die auf Englisch Dotterel oder auf Māori Tūturiwhatu genannt werden. An den Stränden leben noch in etwa 2000 Exemplare.